# Tischeria omani
Tischeria omani is een vlinder uit de familie vlekmineermotten (Tischeriidae). De wetenschappelijke naam van deze soort is voor het eerst geldig gepubliceerd in 2003 door Puplesis & Diškus.
De soort komt voor in tropisch Afrika.